# Carmen Bleuming
Carmen Bleuming (Enschede, 21 januari 1990) is een Nederlands voetbalster die uitkwam voor FC Twente en FC Zwolle in de Eredivisie Vrouwen.

## Carrière

### Jeugd
Bleuming begon haar voetbalcarrière bij De Tubanters. Ze speelde daar in jongenselftallen. Later vertrok ze naar Vogido. In 2007 ging ze daarnaast ook bij FC Twente in de jeugd voetballen. Doordeweeks trainde ze bij FC Twente en RKSV VOGIDO. In het weekend speelde ze met Vogido dan een wedstrijd in competitieverband en met FC Twente speelde ze af en toe een oefenwedstrijd. Na één jaar in de Twente-jeugd werd ze overgeheveld naar het eerste elftal.

### FC Twente
Bleuming was een van de zes meisjes die in het seizoen 2008-09 doorstroomden naar het eerste elftal. Ze viel voornamelijk in en kwam dat seizoen tot 14 officiële duels. In haar tweede seizoen maakte de trainster nog nauwelijks gebruik van Bleuming. Aan het eind van het seizoen kreeg ze dan ook te horen dat ze in seizoen 2010/11 deel uitmaakte van het beloftenelftal. 

### FC Zwolle
In 2011 stapte ze over naar FC Zwolle. Na een jaar vertrok ze echter alweer.

## Statistieken
| Seizoen         | Club            |                    | Competitie      | Competitie | Competitie | Beker | Beker | Internationaal | Internationaal | Overig | Overig | Totaal | Totaal |
| Seizoen         | Club            | Wed.               | Competitie      | Dlp.       | Wed.       | Dlp.  | Wed.  | Dlp.           | Wed.           | Dlp.   | Wed.   | Dlp.   |        |
| --------------- | --------------- | ------------------ | --------------- | ---------- | ---------- | ----- | ----- | -------------- | -------------- | ------ | ------ | ------ | ------ |
| 2008/09         | FC Twente       | Vlag van Nederland | Eredivisie      | 13         | 0          | 1     | 0     | —              | —              | —      | —      | 14     | 0      |
| 2009/10         | FC Twente       | Vlag van Nederland | Eredivisie      | 2          | 0          | 3     | 0     | —              | —              | —      | —      | 5      | 0      |
| 2010/11         | FC Twente       | Vlag van Nederland | Eredivisie      | 0          | 0          | 0     | 0     | —              | —              | —      | —      | 0      | 0      |
| Club totaal     | Club totaal     | Club totaal        | Club totaal     | 15         | 0          | 4     | 0     | 0              | 0              | 0      | 0      | 19     | 0      |
| 2011/12         | FC Zwolle       | Vlag van Nederland | Eredivisie      | 8          | 0          | ?     | ?     | —              | —              | —      | —      | ?      | ?      |
| Club totaal     | Club totaal     | Club totaal        | Club totaal     | 8          | 0          | ?     | ?     | 0              | 0              | 0      | 0      | ?      | ?      |
| Carrière totaal | Carrière totaal | Carrière totaal    | Carrière totaal | 23         | 0          | ?     | ?     | 0              | 0              | 0      | 0      | ?      | ?      |

## Trivia
- Carmen is de dochter van oud-FC Twente-speler Evert Bleuming.